# Nowe Pokolenie
Nowe Pokolenie (biał. Новае Пакаленне, Nowaje Pakalennie) – koalicja dziewięciu białoruskich organizacji młodzieżowych, sprzeciwiających się władzy prezydenta Alaksandra Łukaszenki.

## Członkowie koalicji
Członkami koalicji młodzieżowej "Nowe Pokolenie" są następujące organizacje:
- Młody Front
- Prawy Alians
- Młodzież BNF
- Inicjatywa
- MChSZ Młodzi Demokraci
- Młodzi Chrześcijańscy Demokraci
- Wolna Młodzież
- Młodzież Ruchu "Razem"
- Młodzież Ludowej Hramady

## Program
Program koalicji oparty jest na wartościach chrześcijańskich i narodowych, zasadach sprawiedliwości socjalnej i ideałach wolności.
Deklarowanymi głównymi celami koalicji są:
- umacnianie niepodległości Białorusi;
- obrona i rozwój białoruskiej kultury;
- uwolnienie więźniów politycznych i zatrzymanie represji politycznych;
- osądzenie zbrodniczej ideologii komunizmu i sowieckiej polityki wynarodawiania Białorusi;
- wspieranie integracji Białorusi z Unią Europejską;
- zmiana autorytarnej władzy i ustanowienie na Białorusi demokracji[3]

## Historia
Koalicja została utworzona 5 grudnia 2009 roku z inicjatywy Młodego Frontu. W jej skład weszło dziewięć organizacji młodzieżowych o różnej orientacji politycznej. Jest jedną z czterech koalicji politycznych na Białorusi i jedyną koalicją młodzieżowych organizacji demokratycznych.